# Трудный путь на Типперари
«Трудный путь на Типперари» (рум. Departe de Tipperary) — румынский детективный фильм из цикла приключений комиссара Романа. Фильм является художественной реконструкцией событий, имевших место во время так называемой «облавы в Тэмэдэу» в предместье Бухареста. Премьера фильма состоялась 20 августа 1973 года, зрительская аудитория в Румынии составила 1 млн. 820 тыс. 235 зрителей.

## Сюжет
Идёт 1947 год. Михай Роман, к этому моменту ставший оперативным сотрудником недавно созданной румынской госбезопасности, как представитель власти и член победившей политической силы — румынской коммунистической партии, встречается с лидером оппозиционной Национальной крестьянской партии сенатором Сальваторе Варгой. Роман занимается расследованием предполагаемого заговора реакционных румынских политиков и представителей буржуазии, которые готовят план по выезду из страны и организации альтернативного правительства в изгнании. Роман ещё не знает, что американскими агентами в Европе был установлен контакт с реакционными румынскими кругами, и в случае побега им уже были обещаны самолёт и политическое убежище. В то же время нельзя арестовать столь крупных политических деятелей по одному лишь подозрению, а доказать наличие преступного умысла в таком запутанном политическом деле практически невозможно. Возможен только один способ доказать их преступные намерения — взять заговорщиков при попытке сбежать за границу. Но как произвести облаву, не зная, каким образом те собираются покинуть Румынию?
Лидеры оппозиции тем временем поддерживают тесные связи с немецко-фашистскими недобитками, пока ещё прочно держащимися в румынском подполье (коммунистическая партия на тот момент была главной, но не единственной силой в румынском правительстве). Роман проводит ряд облав, но главарю фашистов — некоему Баничу — каждый раз удаётся скрыться. Несмотря на видимые неуспехи в общем ходе расследования, агентура Романа внедрена в богатое общество, в котором вращаются и заговорщики. Планы заговорщиков уже близки к осуществлению, и в предвкушении своего бегства они, находясь на конспиративной квартире, уже распевают английскую солдатскую песню, о том, как «Труден путь до Типперери», и готовятся к вылету за границу. Сотрудники госбезопасности не дают им этого сделать и арестовывают их прямо в самолёте на взлётной полосе аэродрома Тамадау.

## Съёмки
Фильм был снят по заказу Министерства внутренних дел Румынии. Съёмочную группу консультировали присутствовавшие в ходе съёмок специалисты от министерства — полковник внутренних дел Марин Думитру и капитан Мирча Гяндиля.

## Рецензии кинокритиков
По мнению румынского киноведа Тудора Каранфила, многие реальные персонажи событий в Тамадау в фильме приобретают сентиментальное, мелодраматическое значение. Сам фильм критик назвал пропагандистским произведением.